# Christophe Lucand
Christophe Lucand, né le 2 mars 1969, est un historien français.

## Biographie
Christophe Lucand est professeur agrégé et docteur en histoire, auteur d'une thèse intitulée Les négociants en vins de Bourgogne : itinéraires, familles, réseaux, de 1880 à nos jours.
Il est maître de conférences à Sciences Po Paris depuis 2004,. Christophe Lucand est membre de la Chaire UNESCO « Culture & traditions du Vin ».
Il est avec Jean Vigreux l'un des rares historiens à s'intéresser à la collaboration entre le secteur viticole bourguignon et l'Allemagne durant la Seconde Guerre mondiale.
Président de la Communauté de communes de Gevrey-Chambertin et de Nuits-Saint-Georges de 2017 à juillet 2020, il est Maire de Gevrey-Chambertin depuis 2020.
Il est Conseiller départemental de Côte-d'Or, membre du groupe des Forces du Progrès (Socialistes, écologistes, progressistes et divers gauche). 
Il est professeur agrégé d'histoire et enseigne au Lycée Stephen Liegeard.  

## Publications

### Ouvrages
- Le vin et la guerre, Malakoff, Dunod, 2019, 334 p.
- Comment la France a révolutionné le monde du vin, Malakoff, Dunod, 2019, 190 p.
- Le vin et la guerre, Malakoff, Armand Colin, 2017, 427 p.
- Le pinard des poilus,  Dijon, Éditions universitaires de Dijon, 2015, 170 p.
- Les négociants en vins de Bourgogne, Bordeaux, Féret, 2011, 522 p.
- Les négociants en vin de Bourgogne, 2007

### Articles
- Stéphane Le Bras, Le négoce des vins en Languedoc. L’emprise du marché, 1900-1970. (Compte-rendu)[7]
- Compte rendu de : Ridel Charles , L'ivresse du soldat, Paris, Vendémiaire, 2016, 432 p.[8]
- Joseph Bohling, The Sober Revolution. Appellation Wine and the Transformation of France (Compte rendu)[9]
- Rod Phillips, French Wine. A History, (Compte-rendu)[10]
- Matthieu Lecoutre, Atlas historique du vin en France. De l’Antiquité à nos jours, préface de Jean-Robert Pitte, Paris, Éditions Autrement, 2019, 95 p.[11]